# Empis longicornis
Empis longicornis är en tvåvingeart som beskrevs av Macquart 1823. Empis longicornis ingår i släktet Empis och familjen dansflugor.
Artens utbredningsområde är Frankrike. Inga underarter finns listade i Catalogue of Life.